# Hush Money (film fra 1921)
Hush Money er en amerikansk stumfilm fra 1921 instrueret af Charles Maigne.

## Medvirkende
- Alice Brady som Evelyn Murray
- George Fawcett som Alexander Murray
- Larry Wheat som Bert Van Vliet
- Harry Benham som Deems
- Jerry Devine som Terry McGuire